# Козак-Вірленська Катерина
Катери́на Коза́к-Вірле́нська (1892, с. Велика Горожанна — бл. 1941, Львів) — українська театральна актриса. Член Союзу діячів українського театрального мистецтва (з 1922).

## Життєпис
Народилася Катря 1892 року в с. Велика Горожанна, повіт Рудка в Галичині, у дуже бідній родині. Залишившись сиротою з малих літ, важко працювала на поденщині, заробляла не тільки для себе, але й на утримання молодшої сестри.
Сценічну діяльність розпочала 1910 в аматорському театрі у Жовківському передмісті Львова, дебютувала у ролі Марусі у виставі «Ой не ходи, Грицю, та й на вечорниці» М. Старицького.
З 1911 року — в театрі В. Косака. Мистецтва також навчалась у О. Загарова, Є. Коханенка, Л. Новіни-Розлуцького, К. Рубчакової, Й. Стадника.
Грала в низці українських театрів. 1934 зійшла зі сцени.

## Грала в театрах
- Українська бесіда у Львові (1915—1918, 1921—1924)
- Стрілецький театр, «Український Черновецький театр» під керівництвом Катерини Рубчакової (1918—1919, Чернівці, Єлисаветград, Станіслав)
- Державний театр ЗО УНР під керівництвом Йосипа Стадника (1919, Станіслав, Кам'янець-Подільський)
- «Народний театр» при Міністерстві преси й інформації УНР (1919, Могилів-Подільський)
- Український незалежний театр (1920, Львів)
- Український театр Й. Стадника (1925, Львів)
- Незалежний людовий театр (1926—1927, Львів)
- Трупа кооперативу «Український театр» під дирекцією Й. Стадника (1927—1929, Львів)
- Український театрі-ревю «Цвіркун» (1931—1933, Львів)
- Театр «Богема» під керівництвом П. Сороки (1933—1934, Львів).

## Ролі
- Дульська («Мораль пані Дульської» Г. Запольської)
- Варка («Безталанна» І. Карпенка-Карого)
- Фатима («Ясні зорі» Б. Грінченка)
- Маруся («Базар» В. Винниченка)
- Наталія Павлівна («Брехня» В. Винниченка)
- Рита («Чорна Пантера і Білий Ведмідь» В. Винниченка)
- Оксана («Про що тирса шелестіла» С. Черкасенка)
- Війтиха («Бабський бунт» Я. Ярославенка)
- Ельміра («Тартюф» Ж.-Б. Мольєра)
- Фру Альвінґ («Примари» Г. Ібсена)
- Лаура («Бій метеликів» Г. Зудермана, «Батько» А. Стріндберґа)
- Ганна Геншель («Візник Геншель» Ґ. Гауптмана)